# Thomas Woods
Thomas E. Woods, jr. (* 1. srpna 1972) je americký historik, spisovatel a konvertita ke katolicismu, autor bestselerů The Politically Incorrect Guide to American History a How the Catholic Church Built Western Civilization.

## Dílo

### Autor
- The Great Facade: Vatican II and the Regime of Novelty in the Catholic Church (spoluautor Christopher Ferrara; 2002) ISBN 1-890740-10-1
- The Church Confronts Modernity: Catholic Intellectuals and the Progressive Era (2004) ISBN 0-231-13186-0
- The Politically Incorrect Guide to American History (2004) ISBN 0-89526-047-6
- The Church and the Market: A Catholic Defense of the Free Economy (2005) ISBN 0-7391-1036-5
- How the Catholic Church Built Western Civilization (2005) ISBN 0-89526-038-7 (česky vyšlo v roce 2008 pod jménem Jak katolická církev budovala západní civilizaci, přeložili Michaela Freiová a Václav Frei)
- 33 Questions About American History You're Not Supposed to Ask (2007) ISBN 0-307-34668-4
- Sacred Then and Sacred Now: The Return of the Old Latin Mass (2007) ISBN 978-0-9793540-2-1
- Who Killed the Constitution?: The Fate of American Liberty from World War I to George W. Bush (spoluautor Kevin Gutzman; 2008) ISBN 978-0-307-40575-3)
- Beyond Distributism (2008) [1]
- Meltdown: A Free-Market Look at Why the Stock Market Collapsed, the Economy Tanked, and Government Bailouts Will Make Things Worse (únor 2009) ISBN 1-59698-587-9 & ISBN 978-1-59698-587-2, (vyšlo v českém překladu Aleše Drobka pod názvem Krach: příčiny krize a nápravná opatření, která ji jen zhoršují. Praha : Dokořán, 2010.)

### Editor
- CHOATE, Rufus. The Political Writings of Rufus Choate. [s.l.]: Gateway Editions, 2002. ISBN 0-89526-154-5.
- BROWNSON, Orestes. The American Republic. [s.l.]: Gateway Editions, 2003, reprint vydání z roku 1875. Dostupné online. ISBN 0-89526-072-7.
- ROTHBARD, Murray. The Betrayal of the American Right. [s.l.]: Ludwig von Mises Institute, 2007. Dostupné online. ISBN 978-1-933550-13-8.
- We Who Dared to Say No to War: American Antiwar Writing from 1812 to Now. [s.l.]: Basic Books, 2007. Dostupné online. ISBN 1568583850. (spoluvydavatel Murray Polner.)